# Lényeg
A lényeg a valóság egy elemének meghatározó, alapvető tartalma.

## Filozófiában
A filozófiában a lényeg (esszencia) szó többféleképpen értelmezhető. A tartalom Arisztotelész szóhasználatából (ouszia, lat. szubsztancia) tűnik származni, a fogalom fejlődése a skolasztikus hagyományban kísérhető nyomon. Ott a szubsztancia esszenciális tulajdonságainak megnevezésére használták, azokat nevezték lényeginek, amelyek létrehozták, megalkották a szubsztanciát.
Később több filozófiai irányzat is az egzisztencializmus (a lét lényege) ellen lépett fel, például Karl Popper.
A lényeg ebből a szempontból ellentéte a véletlennek. Míg a lényeges tulajdonságok a dolgok szükségszerű velejárói, a véletlenek csak feltételesen azok, olyanok, amelyek nélkül is megvan, létezik a dolog. A véletlenszerű – valószínűség-számítással, hibakezeléssel kapcsolt fogalom.
Az egzisztencializmusban a fizikai lényeg a természeti jellemzőkre vonatkozik: szín, alak, szag, és a többi. Egy ember lényegét viszont annak jelleme, céljai és erkölcsei jelentik.

## A kommunikációban
A lényeg a közlendő ismeret szükséges elemeinek összessége. Ennek, és általános ismeretek alapján a részletek könnyen megfogalmazhatóak.
Az ismeretekből a lényeg a lényegkiemelés útján ragadható meg. A kulcsfogalom tehát figyelem pontosítást, az előtérnek a háttértől való megkülönböztetését, határainak tisztázását, és azon belül a tartalomnak az élesítését jelenti.

## Információ/ ismeret
Ha azonban ez az élesítés vagy elhatárolás nem sikerül, akkor a lényeg elsikkad, mert még a közlemény végére sem derül ki, hogy mi a lényeg, azaz az az elem, ami miatt a közlésre sor került, ami azt indokolta. Holott a mindennapi hírcserében a szöveg, a közlemény vége, a következtetés (bottom-line) jelenti a legtöbb esetben a lényeget (segít dönteni).
Lényegkiemelésre akkor kerülhet sor, ha valaki rendelkezik a lényeglátás képességével. Lényeglátáshoz arra van szükség, hogy a vizsgált tárgytól vagy témától eltávolodjunk, ami nemcsak térben, hanem időben is értendő. E távolodás egyben léptékváltást is jelent, vagyis tulajdonképpen már más részletfelbontású síkon szemléljük az ugyanannak tekintett dolgot vagy eseményt.
1. ↑  Jean-Paul Sartre A lét és a semmi (1943) A semmi volt, megsemmisült. A tudat - a létezés tartalma, levezethetetlen. A dolgok a tudattól kapnak lényeget. Így a lét egzisztencia megelőzi az esszenciát, lényeget.
2. ↑  Arisztotelész 10 kategóriája: szubsztancia/ lényeg; mennyiség; minőség; viszony; hely; idő; hatás; tűrés (a hatásé); birtoklás; helyzet. Metafizika: A létező fogalmát általános elvonatkoztatás közös lényeggé teszi. Vitatja Platón „ősmintáit”.
3. ↑  K. Popper Feltevések és cáfolatok, London, 1972. Feltevéseink bírálata döntő: tévedéseink feltárása hozza tudtunkra a megoldandó gond (probléma) nehezét. Így érleljük a jobb megoldást. A tudás legfontosabb része - a hagyomány. A megismerés célja nem a végső magyarázat (lényeg) feltárása, az csak ábránd/ illúzió. Az is hibás feltevés „csak az létezik, amit ismerünk.”
4. ↑  Martin Heidegger Lét és idő. Gondolat 1990. 539. o. A jelenvaló lét egésze olyan gond, hogy a már önmagát előző lét (egy világban) a jelenvaló (világon belüli utunkba kerülő létező)höz kötött lét. Az ember nem értelmezhető tárgyként, se létezőként. Ő a szándék (intenció) megvalósítója. Hajlamosak vagyunk a létről megfeledkezni.
5. ↑  James A. Anderson A kommunikációelmélet ismeretelméleti alapjai /Az egyén természete. /Eszközök: identitás; szubjektivitás; ágencia. A kommunikációkutatásban az egyén - vizsgálati alany; válaszadó; adatközlő; társ és kolléga (munkatárs); az attributum/ tulajdonság hordozója; a társadalmi erő képviselője; a szerepek játszója; cselekvő ügynök/ ágens. A statisztika róla és társairól szól. Arctalanná tesszük.
6. ↑  N. Petrovics Az információról mindenkinek. /Nem látható, de van. Az emberi élet - döntések láncolata. (A nem döntés is döntés!) A döntéshez az észlelt adatokból választunk lényegit, ami megoldja gondunkat.
7. ↑  Szabó Katalin- Hámori Balázs Információgazdaság. / 5. A figyelem ökonómiája/ gazdaságtana. / A figyelem szűkös jószág. A figyelem legjobb mércéje az idő. Az érdekes tételre több időt szánunk. Abban van számunkra lényeg. A figyelmi tőkével gazdálkodni kell!